# 岡野栄之
岡野 栄之（おかの ひでゆき、1959年1月26日 - ）は、日本の医学者。専門は、分子神経生物学・発生生物学・再生医学。慶應義塾大学医学部教授。元大阪大学医学部教授。International Society for Stem Cell Research (ISSCR) Vice President、日本再生医療学会理事長、日本炎症・再生医学会理事長、日本神経化学会理事（前・理事長）、日本生理学会常任幹事等も務める。

## 人物
昭和女子大学附属昭和小学校、世田谷区立山崎中学校を卒業。慶應義塾志木高等学校時代は物理学に興味があったが、当時の慶應大学には理工学部はなく工学部であったため進学を断念。同時期に、シュレディンガーの『生命とは何か』を読んだことをきっかけに、生命科学に惹かれ、医学部に進学することを決意したと語っている。

## 業績

### ヒト成体脳から新しい分離法の開発に成功
ヒト成体脳（海馬）の神経幹細胞を、Nestin遺伝子のエンハンサーで制御される緑色蛍光タンパク質の遺伝子を用いて選別、多分化性を確認し、2000年医学情報誌　Nature Medicineに発表した。DOI: 10.1038/73119

### RNA結合蛋白質Musashiの機能解析に成功
RNA結合蛋白質Musashiによる翻訳抑制が、ショウジョウバエの非対称性分裂に必須であることを示した論文を2001年にNatureに発表した。DOI: 10.1038/35075094

### 中枢神経損傷の拡大を抑える細胞の働きの解明
岡野らは、中枢神経系の損傷約1週間後、損傷部位に集まる細胞「アストログリア」に神経細胞の損傷拡大を防ぐ働きのあることをマウスを用いた実験で解明し、2006年医学情報誌　Nature Medicineに発表した。DOI: 10.1038/nm1425
これによると、アストログリアで産生される遺伝子「Stat3」が鍵を握っており、この遺伝子をノックアウトしたマウスでは2週間後でも機能損傷の回復が見られなかったのに対し、Stat3を過剰発現させたマウスでは損傷部位の拡大が止まり、足などの運動機能が改善したという。

### 神経幹細胞の分化能の時系列的変化のメカニズムの解明に成功
神経幹細胞の分化の時系列的変化の分子メカニズムを解明し、オーファン核内受容体のCOUP-TFI/IIの役割を発見し、2008年にNature Neuroscienceに発表した。DOI: 10.1038/nn.2168

### トランスジェニック・マーモセットの作成に世界で初めて成功
レンチウイルスベクターを用いて、生殖細胞へと受け継がれる遺伝子改変霊長類（マーモセット）の作成法を確立し、Natureに発表した（実中研・佐々木えりか博士との共同研究）。DOI: 10.1038/nature08090

### iPS細胞由来神経前駆細胞を用いた脊髄損傷の再生医療の前臨床研究に成功
ヒトiPS細胞由来の神経前駆細胞を移植することにより、2011年にマウスの脊髄損傷後の運動機能回復を促すことを証明し, Proc.Natl.Acad.Sci.USA に発表した。DOI: 10.1073/pnas.1108077108

### 神経難病である筋萎縮性側索硬化症（ALS)に対するiPS細胞創薬に成功
疾患特異的iPS細胞を用い、ALS  に対する創薬スクリーニングを行い、候補薬としてロピニロールを同定し、2018年にNature Medicineに発表した。DOI: 10.1038/s41591-018-0140-5

### iPS細胞創薬で見出されたロピニロールによるALSに対する医師主導治験とリバース・トランスレーショナル研究
iPS細胞創薬で見出したALS候補薬ロピニロールの臨床試験とリバース・トランスレーショナル研究をおこない、2022年にCell Stem Cellに発表した。DOI: https://doi.org/10.1016/j.stem.2023.04.017

### 子宮筋肉に幹細胞が存在することを発見
人間の子宮の筋肉組織に、高い増殖能力を持ち、筋肉や脂肪などの細胞に成長できる「幹細胞」が存在することを明らかにした。子宮筋腫などの病気発症の解明にもつながると期待される。

## 略歴
- 1983年 慶應義塾大学医学部卒業
- 1983年 慶應義塾大学医学部生理学教室助手
- 1985年 大阪大学蛋白質研究所助手
- 1988年 慶應義塾大学より医学博士の学位を取得
- 1989年 ジョンズ・ホプキンス大学医学部生物化学教室研究員
- 1992年 東京大学医科学研究所化学研究部助手
- 1996年 筑波大学基礎医学系分子神経生物学教授就任
- 1997年 大阪大学医学部神経機能解剖学研究部教授就任
- 2001年 慶應義塾大学医学部生理学教室教授就任
- 2015年 慶應義塾大学医学部長
- 2017年 北京大学医学部客員教授
- 2017年 慶應義塾大学大学院医学研究科委員長
- 2017年 お茶の水女子大学学長特別招聘教授
- 2022年 マサチューセッツ工科大学（MIT)客員教授
- 2024年 慶應義塾大学医学部を定年退職
- 2024年 慶應義塾大学再生医療リサーチセンター・センター長/教授

## 受賞・叙勲
- 2006年 文部科学大臣表彰（科学技術賞）「幹細胞システムに基づく中枢神経系の発生・再生研究」
- 2004年 日本医師会医学賞
- 2008年 井上学術賞
- 2009年 紫綬褒章[4]
- 2014年 ベルツ賞1等賞
- 2021年 第18回高峰記念第一三共賞
- 2022年 上原賞
- 2023年  持田記念学術賞
- 2023年 福澤賞